# Jamell Fleming
Jamell Fleming (Edinburg, 5 maggio 1989) è un giocatore di football americano statunitense che gioca nel ruolo di cornerback per i Jacksonville Jaguars della National Football League (NFL). Fu scelto nel corso del terzo giro (80º assoluto) del Draft NFL 2012 dagli Arizona Cardinals. Al college ha giocato a football ad Oklahoma.

## Carriera professionistica

### Arizona Cardinals
Considerato uno dei migliori prospetti tra i cornerback disponibili nel Draft 2012, Fleming fu scelto nel corso del terzo giro dagli Arizona Cardinals. Nella sua stagione da rookie disputò 15 partite, 3 delle quali come titolare, mettendo a segno 23 tackle. Il 4 settembre 2013 fu svincolato.

### Jacksonville Jaguars
Il 16 settembre 2013, Fleming firmò con i Jacksonville Jaguars.

## Vittorie e premi
Nessuno

## Statistiche
| Partite totali      | 18 |
| Partite da titolare | 3  |
| Tackle totali       | 23 |
| Sack                | 0  |
| Intercetti          | 0  |